# Драган Крстић Црни
Драган Крстић Црни (1966) српски је певач из Новог Сада.

## Биографија
Рођен у Новом Саду, детињство провео у Бачкој Паланци. Тренутно живи у Београду. Бави се певањем од детињства. 1987. проглашен за победника на тадашњој великој манифестацији „Распевана јесен“ која се одржавала на просторима бивше Југославије. Постаје запажен  1999. године, албумом за Гранд Продукцију „Сто ћу чаша поломити“, истоимена песма са тог албума постаје хит. Следећи албум „Мајко и оче“ такође за Гранд Продукцију. Следећи албум „Да због једне жене патим“ такође за Гранд Продукцију прославио се истоименом песмом, као и песмом „Хвала небу, хвала богу“. Следи велики хит „Кажи, важи“ за Гранд Продукцију. Учествовао је у ријалити програму Фарма.

## Дискографија
Албуми
- Ми смо за љубав рођени (1991)
- Драган Крстић (1997)
- Циганине брате/Сто ћу чаша поломити (1999)
- Мајко и оче (2001)
- Да због једне жене патим (2002)
- Тужна прича (2005)
- Два живота (2006)
- Сад мој живот име нема (2009) БН мјузик
- Све су жене исте (2018) Сезам продукција

Синглови
- Да због једне жене патим
- Кажи важи